# Tarbík
Tarbík je české jméno pro všechny rody podčeledi Dipodinae z čeledi tarbíkovitých. Jsou to malí hlodavci, jejichž charakteristickým poznávacím znamením jsou výrazně prodloužené zadní nohy. Devět druhů této podčeledi se vyskytuje v pruhu od Ukrajiny přes Kavkaz a severní Írán až po severovýchodní Čínu; v Africe pak od Senegalu přes Maroko až po Somálsko na jihu.
Pro jednotlivé rody nemáme jedinečný český název, a proto je všechny označujeme jako tarbíky.

## Charakteristika
Tarbíci jsou malí až středně velcí hlodavci. Mají dlouhý ocas (zpravidla ukončený výraznou štětičkou delších chlupů) a prodloužené zadní nohy, pomocí nichž se většinou pohybují. Při nebezpečí jsou schopni skočit až 3 m.
Přední nohy slouží k uchopování a zpracování potravy. Hladká až sametová srst je zbarvena obvykle do béžova až světle hněda.
Tarbíci jsou aktivní především v noci a za soumraku. Živí se především různými semeny trav, hlízami a šťavnatými částmi místních rostlin. Někdy loví i hmyz. Pijí jen minimálně.

## Přehled druhů
Jako tarbíci se označují celkem 4 rody s 9 druhy
Podčeleď Dipodinae – tarbíci:
rod Dipus – tarbík
- Dipus sagitta – tarbík huňatý – žije od severního Kavkazu přes severovýchodní Írán až po severovýchodní Čínu (Mandžusko),

rod Eremodipus – tarbík
- Eremodipus lichtensteini – tarbík Lichtensteinův – vyskytuje se ve střední Asii v Turkmenistánu, Kazachstánu a Uzbekistánu,[4]

rod Jaculus – tarbík
- Jaculus blanfordi – tarbík Blanfordův – žijící v Íránu, Pákistánu a Afghánistánu,
- Jaculus jaculus – tarbík egyptský – vyskytující se v pouštních a polopouštních oblastech od Maroka a Senegalu po Írán a Somálsko,
- Jaculus orientalis – tarbík velký – žijící od Maroka po jih Izraele,
- Jaculus turcmenicus – žijící v Turkmenistánu a Uzbekistánu; tento druh není všeobecně uznáván a někteří odborníci jej považují jen za synonymum k Jaculus blanfordi,[5]

rod Stylodipus – tarbík
- Stylodipus andrewsi – tarbík mongolský – vyskytující se v Mongolsku a přilehlých oblastech Číny,
- Stylodipus sungorus – tarbík džungarský – žijící jen v severozápadním Mongolsku,
- Stylodipus telum – tarbík emurančík – žijící od Ukrajiny po Mongolsko.

### Zařazení čeledi Paradipodinae
Někteří autoři neuznávají podčeleď Paradipodinae a jediného jejího příslušníka zařazují do této podčeledi Dipodinae.
V tom případě by sem tedy patřil i
rod Paradipus – frčík
- Paradipus ctenodactylus – frčík hřebenatý – žije od Kazachstánu po Turkmenistán.

## Stupeň ohrožení
Tarbíci nejsou podle posledních pozorování ohroženi a v červeném seznamu druhů jsou vyhodnoceni jako málo dotčený druh.